# Roger Fajnzylberg
Roger Fajnzylberg, né à Paris le 17 juin 1947, est un homme politique français, maire de Sèvres (Hauts-de-Seine) de 1978 à 1983 et conseiller régional d'Île-de-France de 1986 à 1991.

## Biographie

### Vie privée et familiale
Il est le fils d'Alter Szmul Fajnzylberg, résistant communiste polonais et ancien déporté né le 23 octobre 1911 à Stoczek Łukowski en Pologne et de Regine, née Besserman, née le 5 décembre 1916 à Łódź (Pologne).
Roger Fajnzylberg est né à Paris le 17 juin 1947. Il vit dans son enfance et sa jeunesse à Montmartre. Il fait ses études à l'école communale de la rue Foyatier, au pied de la butte Montmartre, puis au Lycée Jacques Decour.
Après des études en Mathématiques à l'Université de Jussieu (Paris 7), il s'oriente vers les Sciences économiques à Assas (Paris II) puis à Nanterre (Paris X).
Membre des Jeunesses communistes il adhère à l'Union des étudiants communistes, et est élu a son Bureau national en 1969.
Membre de l'UNEF, il devient membre du Bureau National de l'UNEF-Renouveau ou il est élu Secrétaire national à l'organisation. Il quitte ses fonctions en juin 1972.
Il rentre dans la vie professionnelle active muni d'une Maitrise en Sciences économiques.
En 2005, il ouvre une boîte à chaussures contenant 4 cahiers d'écoliers écrits à la plume en polonais par son père entre l'automne 1945 et le printemps 1946 consignant ses souvenirs en tant que Sonderkommando au camp de Auschwitz-Birkenau. Ces carnets sont édités et traduits en français sous le titre Ce que j'ai vu à Auschwitz Les Cahiers d'Alter en  2016 et une nouvelle édition avec la copie original des cahiers et la traduction en janvier 2025 chez Seuil. Son père ne lui a jamais parlé de sa vie en déportation.

### Carrière politique
Il devient permanent de la Fédération des Hauts-de-Seine du Parti communiste français (PCF) en juin 1972, ou il est nommé successivement responsable de la Section des ingénieurs, techniciens et cadres (ITC), puis des intellectuels et enfin secrétaire départemental chargé de la propagande (Communication).
Il est élu conseiller municipal PCF de Sèvres en mars 1977, et devient maire en 1979, prenant la suite du maire élu en 1977, Georges Lenormand. Il est battu en 1983 par Jean Caillonneau, UDF. Il reste conseiller municipal jusqu’en mars 1989.
Entre 1986, il est élu Conseiller régional d’Île-de-France, et il est vice-président de la Commission des affaires scolaires et de l’université.
Roger Fajnzylberg quitte le PCF en 1981. Il se prononce pour une transformation démocratique du PCF dans le cadre d'une vision réformatrice de la société et d'une critique du socialisme soviétique.
Il participe à Rencontres communistes de Henri Fiszbin.
En 1986, il adhère au Parti socialiste (PS), dont il devient membre du Conseil national au Congrès de Liévin.
Militant dans la fédération de la Marne, il est élu secrétaire régional Champagne-Ardenne du PS en 1994.
De retour à Sèvres, il se heurte au blocage de la section locale qui s’inquiète de son retour dans la vie politique locale.
Il rejoint Éric Besson pour fonder le parti Les Progressistes, qui participe au Comité de liaison de la majorité présidentielle pour soutenir la candidature de Nicolas Sarkozy à la présidentielle de 2007. Il est membre du bureau des Progressistes.
Il préside l'Association des déportés du Convoi n°1, dont faisait partie son père.

### Carrière professionnelle
En 1986, il est chargé de mission au Centre national de la cinématographie. Entre 1984 et 1986, il est Secrétaire général du Théâtre national de Chaillot.
Il réussit le concours de l’ENA (3e voie) en 1986 dont il sort en 1988 dans la promotion Michel de Montaigne.

De mai 1991 à juin 2002, il travaille pour Canal+ Afrique, Maghreb, Proche Orient.

### Vie privée
Il a deux fils, le premier, issu d'une première union avec Marie-Claude Archambault et le deuxième, né à la suite de son mariage avec Martine Krief, née Pérez.

## Décorations
- Chevalier de l'ordre des Arts et des Lettres, promotion du 19 décembre 1988[11].
- Chevalier de l'ordre national du Mérite (décret du 14 mai 2010)[12],[13].